# 神津神社
神津神社（かみつじんじゃ）は、大阪市淀川区十三東に鎮座する神社。

## 祭神
- 応神天皇
- 神功皇后
- 底筒男命・中筒男命・表筒男命
- 宇賀御魂神
- 菅原道真公
- 少彦名神
- 猿田彦神

## 歴史
もとは八幡神社と称し、中津川・神崎川の氾濫で旧記録流失し創記年代は不詳。旧地名小島から小島八幡といわれていた。1929年（昭和4年））の社殿改築時に見つかった宝永7年（1710年）銘の棟札には天正年中（1573 - 1592年）勧請とある。
- 1872年（明治5年） - 村社に列せられる。
- 1909年（明治42年） - 野中の野々宮神社、新在家の東宮稲荷神社、西宮稲荷神社、堀上の稲荷神社、今里の八幡神社、木川の村社産土神社、天満神社、堀の稲荷神社を合祀。
- 1911年（明治44年） - 小島の猿田彦神社を合祀して、現在の社名に改める。
- 1911年（明治44年） - 神饌幣帛料供進社に指定される[2]。
- 1972年（昭和47年） - 社殿を再建。

## 境内
- 十三戎神社[注 1] - 1956年（昭和31年）に今宮戎神社より勧請。
- 六所神社 - 祭神：天照皇大神・天児屋神・姫大神・武甕槌神・経津主神・事代主神
- 福永稲荷神社（宇気持神社） - 祭神：福永稲荷大神（宇気持神）
- 山之稲荷神社 - 祭神：山之稲荷大神
- 祖霊社

## 祭事
- 1月1日 - 歳旦祭
- 1月9日 - 11日（3日間） - 十三戎祭（とみえびすまつり）（1956年〈昭和31年〉より）
- 2月3日 - 節分祭（豆まき）
- 5月第3土曜日・日曜日 - 春祭
- 7月22日・23日 - 夏祭
- 10月22日・23日  - 秋祭（10月23日が例祭）

## その他
- 毎月13日には、様々なお店が出る「十三市」（じゅうそういち）が開かれている（8月と11月は、13日が土日の場合休み）。

## 交通アクセス
- 十三駅（阪急電鉄）東改札より徒歩5分